# Palácio de Patinação Iceberg
Palácio de Patinação Iceberg ((em russo): Дворец Зимнего Спорта Айсберг) é uma arena de esportes multiuso provisoriamente localizada em Sóchi, na Rússia. Será o local dos eventos da patinação artística e da patinação de velocidade em pista curta nas Olimpíadas de Sochi 2014. É uma arena provisória, o que permite que seja desmontada e transportada para outra cidade em território russo após os Jogos Olímpicos. O nome está ligado com a forma arquitetônica do local similar ser a um iceberg.